# العلاقات النرويجية التنزانية
العلاقات النرويجية التنزانية هي العلاقات الثنائية التي تجمع بين النرويج وتنزانيا.

## مقارنة بين البلدين
هذه مقارنة عامة ومرجعية للدولتين:
| وجه المقارنة                                              | النرويج                                                   | تنزانيا                        |
| --------------------------------------------------------- | --------------------------------------------------------- | ------------------------------ |
| المساحة (كم2)                                             | 385.21 ألف                                                | 947.30 ألف                     |
| عدد السكان (نسمة)                                         | 5.33 مليون                                                | 57.31 مليون                    |
| الكثافة السكانية (ن./كم²)                                 | 13.84                                                     | 60.5                           |
| العاصمة                                                   | أوسلو                                                     | دودوما                         |
| اللغة الرسمية                                             | بوكمول، لغات السامي، نينوشك، اللغة النرويجية              | اللغة السواحلية، لغة إنجليزية  |
| العملة                                                    | كرونة نروجية                                              | شيلينغ تانزاني                 |
| الناتج المحلي الإجمالي (بليون دولار)                      | 398.83 مليار                                              | 52.09 مليار                    |
| الناتج المحلي الإجمالي (تعادل القوة الشرائية) بليون دولار | 322.23 مليار                                              | 138.73 مليار                   |
| الناتج المحلي الإجمالي الاسمي للفرد دولار أمريكي          | 74.40 ألف                                                 | 878                            |
| الناتج المحلي الإجمالي للفرد دولار أمريكي                 | 65.61 ألف                                                 | 2.54 ألف                       |
| مؤشر التنمية البشرية                                      | 0.944                                                     | 0.521                          |
| رمز المكالمات الدولي                                      | +47                                                       | +255                           |
| رمز الإنترنت                                              | .no                                                       | .tz                            |
| المنطقة الزمنية                                           | ت ع م+01:00، ت ع م+02:00، توقيت وسط أوروبا، أوروبا/أوسلو ‏ | ت ع م+03:00، توقيت شرق أفريقيا |

## مدن متوأمة
في ما يلي قائمة باتفاقيات التوأمة بين مدن نرويجية وتنزانية:
- ترتبط آرندال مع موانزا باتفاقية توأمة منذ 26 أبريل 1948.

## منظمات دولية مشتركة
يشترك البلدان في عضوية مجموعة من المنظمات الدولية، منها:
| علم المنظمة | اسم المنظمة                               | تاريخ انضمام النرويج | تاريخ انضمام تنزانيا |
| ----------- | ----------------------------------------- | -------------------- | -------------------- |
|             | مؤسسة التنمية الدولية                     | 24 سبتمبر 1960       | 6 نوفمبر 1962        |
|             | يونسكو                                    | 4 نوفمبر 1946        | 6 مارس 1962          |
|             | وكالة ضمان الاستثمار متعدد الأطراف        | 9 أغسطس 1989         | 19 يونيو 1992        |
|             | الأمم المتحدة                             | 27 نوفمبر 1945       | 14 ديسمبر 1961       |
|             | الاتحاد البريدي العالمي                   | ?                    | ?                    |
|             | البنك الدولي للإنشاء والتعمير             | 27 ديسمبر 1945       | 10 سبتمبر 1962       |
|             | الاتحاد الدولي للاتصالات                  | 1866                 | 31 أكتوبر 1962       |
|             | منظمة حظر الأسلحة الكيميائية              | ?                    | ?                    |
|             | مؤسسة التمويل الدولية                     | 20 يوليو 1956        | 10 سبتمبر 1962       |
|             | المركز الدولي لتسوية المنازعات الاستشارية | 15 سبتمبر 1967       | 17 يونيو 1992        |
|             | منظمة التجارة العالمية                    | 1995                 | 1995                 |
|             | منظمة الشرطة الجنائية الدولية             | ?                    | ?                    |
|             | البنك الإفريقي للتنمية                    | 1963                 | ?                    |

## وصلات خارجية
- موقع وزارة الخارجية النرويجية
- موقع وزارة الخارجية التنزانية